# Lars-Erik Cederman
Lars-Erik Cederman, född 27 maj 1963 i Storfors, är en svensk-schweizisk statsvetare och professor i internationell konfliktforskning vid ETH Zürich. Hans huvudsakliga forskningsområden är etnisk ojämlikhet och konflikt, maktdelning, statsbildning och nationalism. 

## Biografi
Cederman tog civilingenjörsexamen i teknisk fysik vid Uppsala universitet 1988 och blevM.A. i internationella relationer vid Graduate Institute of International Studies i Genève 1990, innan han avlade doktorsexamen i statsvetenskap från University of Michigan 1994. Han har haft akademiska befattningar vid University of Michigan, Graduate Institute of International Studies i Genève, University of Oxford, UCLA och Harvard University. Han blev 2003 professor vid ETH Zürich. 
Han var chef för Center for Comparative and International Studies (CIS) och medgrundare av ETH Risk Center och kompetenscentret för "hantering av kriser i socioekonomiska system." Cederman ledde också European Network of Conflict Research (ENCoRe), ett Horizon 2020-program som samlade forskare och beslutsfattare i syfte att analysera och förutsäga utbrott och förlopp i konfliktprocesser runt om i världen.

## Awards
Cederman fick 1998 Edgar S. Furniss-utmärkelsen för sin monografi "Emergent Actors in World Politics: How States and Nations Develop and Dissolve". Denna publikation bygger på hans avhandling, för vilken han fick Horace H. Rackham Distinguished Dissertation Award från University of Michigan 1995. Boken Inequality, Grievances, and Civil War (Ojämlikhet, kränkningar och inbördeskrig), som publicerades av Cederman tillsammans med Kristian Skrede Gleditsch och Halvard Buhaug 2013, vann flera priser, inklusive bästa publikation inom fredsvetenskap.
GROWup-projektet, som tillgängliggör den data som genererats av Cedermans forskningsgrupp, utnämndes som det "bästa databidraget till studier av alla former av politisk konflikt" av American Political Science Association med J. David Singer Data Innovation Award 2015.
År 2018 tilldelades Cederman Marcel Benoist-priset för sitt arbete med politisk fredsbyggande och inkludering av etniska minoriteter.